# Summit, Washington
Summit är en så kallad census-designated place i Pierce County i delstaten Washington. Vid 2010 års folkräkning hade Summit 7 985 invånare.